# كارولين كرافين
كارولين كرافين (بالإنجليزية: Carolyn Craven)‏ هي صحفية أمريكية، ولدت في 28 ديسمبر 1944 في شيكاغو في الولايات المتحدة، وتوفيت في 20 نوفمبر 2000 في أوكلاند في الولايات المتحدة.